# Mohamed Ben Ali (acteur)
Pour les articles homonymes, voir Mohamed Ben Ali et Ben Ali (homonymie).
 (août 2017).
Mohamed Ben Ali (arabe : محمد بن علي), de son vrai nom Mohamed Ben Ahmed Ben Messaoud Ben Asker, né le 17 février 1932 à Tunis et mort le 23 avril 1998 à Tunis, est un acteur tunisien.

## Biographie
Ben Ali naît dans la médina de Tunis, dans une impasse donnant sur la rue Zaouia El Bokria. Il suit ses études à l'école coranique de Sidi Abdesselem puis à la Zitouna. Très jeune, il participe comme figurant dans quelques pièces théâtrales, dont El Beldi El Moutamaden d'après Le Bourgeois gentilhomme de Molière.
Dans les années 1950, il travaille dans l'hebdomadaire Al Ousboui et comme correspondant d'une revue égyptienne, El Fenn. À l'âge de vingt ans, il intègre la première troupe dramatique de la radio tunisienne.
Au théâtre, il participe à plusieurs pièces, dont Om Abbès reprise au cinéma. À la radio, Mohamed Ben Ali joue le rôle de Si El Hattab dans la série Haj Klouf, reprise aussi par la télévision. À la télévision, il incarne le rôle d'Ali, l'enfant gâté d'Ommi Traki, la série réalisée par Abderrazak Hammami.